# コパ・リベルタドーレス2018 決勝
コパ・リベルタドーレス2018 決勝 (Final de la Copa Libertadores 2018) は、南米サッカー連盟（CONMEBOL）により開催されたコパ・リベルタドーレス2018の決勝戦であり、59回目のコパ・リベルタドーレスの決勝戦である。スーペルクラシコならぬ、スーペルフィナルとも。
リーベル・プレートが勝利して通算4回目の優勝を果たし、南米サッカー連盟を代表して、2018年12月にアラブ首長国連邦で開催される2018 FIFAクラブワールドカップの出場権のほか、コパ・スダメリカーナ2018優勝チームと対戦するレコパ・スダメリカーナ2019の出場権を獲得した。

## 試合会場
決勝戦は前回大会と同様、ホーム・アンド・アウェーの2回戦制の予定だった。しかし、ボカ・ジュニアーズのホーム開催であるファーストレグは、当初11月10日の予定が大雨の影響で11月11日に延期となった 。また後述されるとおりファンの暴動により、11月24日に予定されていたリーベル・プレートのホーム開催であるセカンドレグが数度延期された結果、12月9日にスペイン・マドリードにあるエスタディオ・サンティアゴ・ベルナベウ（レアル・マドリードの本拠地）で代替開催された。

## ファーストレグ
| ボカ・ジュニアーズ              | 2–2                                                            | リーベル・プレート                     |
| ------------------------------- | -------------------------------------------------------------- | -------------------------------------- |
| - Ábila 34分 - Benedetto 45+1分 | Copa Libertadores 2018 Final Finalizado 50:00 11/11/2018 16:00 | - Pratto 35分 - Izquierdoz 61分 (o.g.) |

## セカンドレグ
11月24日のセカンドレグ前、ボカ・ジュニアーズの選手を乗せたバスがサポーターに襲撃される事件が発生、試合は延期された。当初は翌日に代替試合を行うことも検討されたものの最終的には延期、代替開催地がアルゼンチン国外となる可能性が報じられた。11月29日に南米サッカー連盟は、同試合を12月9日にスペイン・マドリードのエスタディオ・サンティアゴ・ベルナベウ（レアル・マドリードのホームスタジアム）で代替開催することを発表した。なお2019年大会からは決勝のみ、UEFAチャンピオンズリーグ決勝同様、中立地での1試合決着で行われる。 
| リーベル・プレート                                   | 3–1 (延長)                                                    | ボカ・ジュニアーズ |
| ---------------------------------------------------- | ------------------------------------------------------------- | ------------------ |
| - Pratto 68分 - Quintero 109分 - G. Martínez 120+2分 | Copa Libertadores 2018 Final Finalizado 17:26 9/12/2018 20:30 | - Benedetto 44分   |

## 備考
1. ↑  The Boca Juniors v River Plate match, originally scheduled on 10 November 2018, 17:00 UTC−3, was postponed to the following day due to a waterlogged pitch.[4]
2. ↑  The River Plate v Boca Juniors match, originally scheduled on 24 November 2018, 17:00 UTC−3, was postponed to 9 December 2018 due to an attack on the Boca Juniors team bus when several players were injured.[11]